# NGC 1052
NGC 1052 (również PGC 10175) – galaktyka eliptyczna (E4), znajdująca się w gwiazdozbiorze Wieloryba. Odkrył ją William Herschel 10 stycznia 1785 roku. Należy do galaktyk Seyferta typu 2.

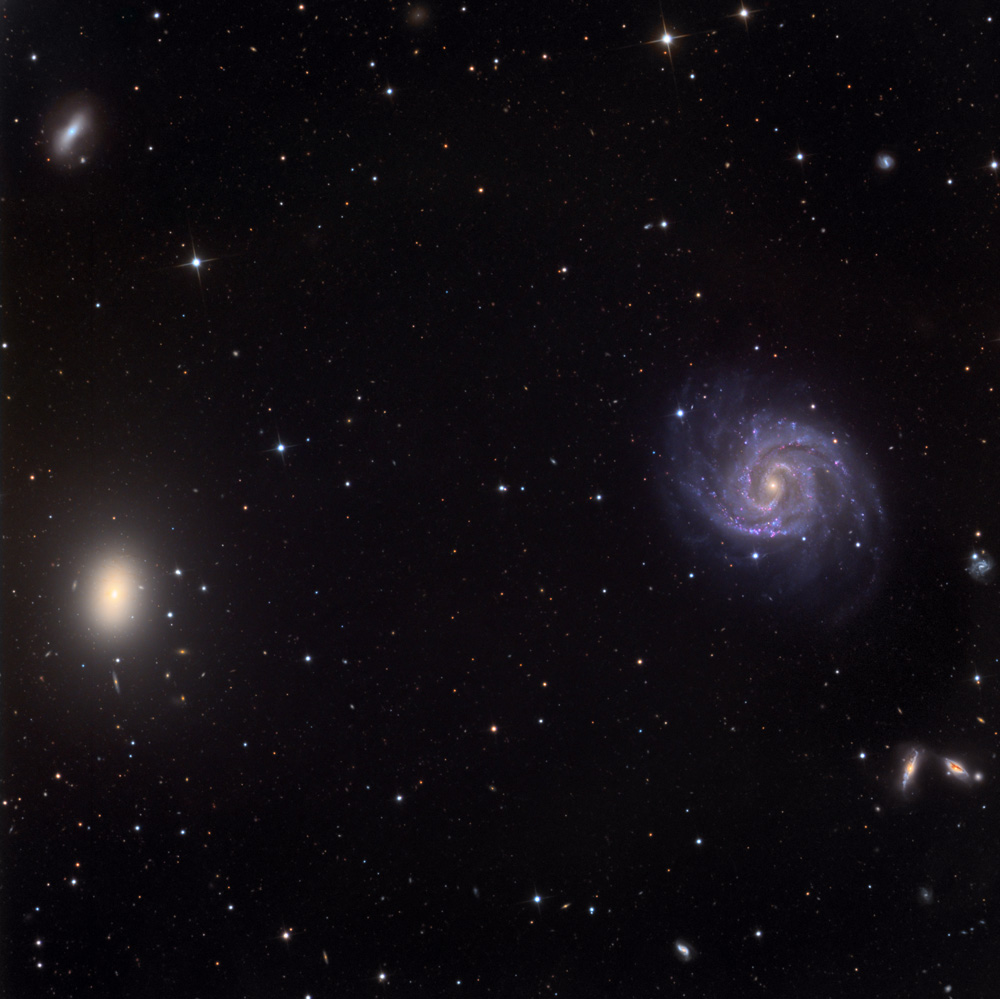
NGC 1052 – duża galaktyka z lewej, mała w lewym górnym rogu to NGC 1047, a duża z prawej to NGC 1042 (Mount Lemmon SkyCenter)